# Go motion
El go motion es una variante de la técnica de animación stop motion, para la animación de modelos en frente de una cámara cinematográfica. 
En el stop motion los objetos o modelos son fotografiados estando completamente inmóviles. En cambio, en el go motion, al modelo u objeto al que se está animando se le aplica un movimiento mientras se lo está fotografiando. De este modo se obtiene en el fotograma un barrido de movimiento o "foto movida", que está presente en las filmaciones convencionales de objetos en movimiento. La ilusión de movimiento del objeto gana, así, en realismo.
Tanto en el stop motion como en el go motion el resultado, una vez proyectado en pantalla, tiene que producir en el espectador la ilusión, no sólo de que el modelo se mueve por sí mismo, sino de que en vez de ser un modelo es un objeto real. 
El go motion es una técnica inventada en 1979 por Phil Tippett (entonces técnico de efectos especiales de Industrial Light & Magic) para animar los tauntaun y los AT-AT de la película Star Wars: Episode V - The Empire Strikes Back (estrenada al año siguiente, en 1980).

## Explicación técnica
Cuando se emplea stop motion el objeto animado se ve perfectamente definido en cada fotograma, ya que cada fotograma de la animación se realizó disparando la cámara cuando el objeto o personaje a animar estaba completamente inmóvil. En cambio, en una película no animada, obtenida mediante la filmación de una cámara tradicional, los objetos en movimiento tienen, en cada fotograma, un rastro o barrido característico ya que se movían mientras el obturador de la cámara estaba abierto. 
Como en la animación tradicional obtenida mediante stop motion, se fotografía al modelo para obtener uno de los fotogramas de la animación final, pero a diferencia del stop motion, en el go motion se mueve al modelo durante la toma del fotograma. De este modo el objeto aparece, en el fotograma, con un barrido de movimiento.
El go motion fue diseñado para simular el realismo de las imágenes tomadas de forma tradicional. Para ello se mueve ligeramente el modelo articulado durante la exposición de cada fotograma de película. La diferencia con el stop motion tradicional es que mientras la cámara no captura ninguna imagen se hace uso de unas varillas metálicas que fijadas en un extremo coinciden en la posición en tiempo real con cada una de las posiciones fotografiadas por la cámara. En el otro extremo de cada varilla se encuentra un motor con un captor que transmite esas mismas posiciones a la memoria de un ordenador. Una vez el animador ha terminado una secuencia de animación, el ordenador tiene en memoria todos los movimientos necesarios que poder transmitir a los motores para que el animador pueda repetirlos tantas veces como quiera, colocando y retirando las varillas a medida que fotografía el modelo, de modo que éstas nunca sean visibles en fotogramas obtenidos.

## Motion blur

Dos imágenes infográficas en las que la cámara se desplaza alrededor de una figura. La imagen de la izquierda presenta motion blur, mientras que la de la derecha no.

El barrido de movimiento es un efecto óptico o una distorsión de la imagen que se produce al observar objetos en movimiento debido a la velocidad del objeto o a un tiempo largo de exposición. La técnica stop motion cuando se aplica sobre escenas dinámicas no obtiene un resultado realista al no presentarse este efecto. A continuación se detallan diferentes métodos para obtener esta distorsión en go motion.

### Vaselina en el objetivo
Esta técnica, básica pero razonablemente eficaz, se consigue aplicando vaselina en la lente de la cámara para crear un efecto borroso en el modelo. La aplicación de vaselina se realiza antes de cada disparo. Esta técnica se utilizó para el endoesqueleto metálico de The Terminator.

### Golpear el modelo
Golpear suavemente o agitar el modelo antes de tomar el cuadro para producir un ligero efecto borroso. Se ha de tener cuidado de que el modelo no se mueva demasiado, o de golpear o desplazar otros modelos o piezas del decorado.

### Agitar la base
Agitar la base sobre la que descansa el modelo durante el tiempo de exposición crea un ligero y realista efecto de desenfoque. Esta técnica fue utilizada por Aardman para la persecución en el tren en The Wrong Trousers y, de nuevo en la persecución en camión en Un esquilado apurado. En ambos casos se movió físicamente las cámaras durante exposiciones de 1-2 segundos.

## Ejemplos dego motionen el cine
- Star Wars: Episode V - The Empire Strikes Back (1980): Phil Tippett usa por primera vez el go motion para los tauntaun y los AT-AT de este episodio de la saga Star Wars.
- Dragonslayer (1981): Vermithrax, el dragón, fue animado mediante esta técnica.
- Prehistoric Beast (1984): Phil Tippet usó su técnica para esta secuencia de dinosaurios (de 10 minutos de duración) en la que un Tyrannosaurus daba caza a un Monoclonius.[1]
- The Terminator (1984): el terminator interpretado por Arnold Schwarzenegger acaba en la película desprovisto de su piel exterior. El endoesqueleto metálico fue animado mediante go motion.
- Dinosaurios (1985): la secuencia Prehistoric Beast, de 1984, sirvió de base a este largometraje documental, presentado en la televisión estadounidense por Christopher Reeve en 1985.
- Young Sherlock Holmes (1985): en la secuencia de la harpía se recurrió al go motion para el batido a gran velocidad de las alas de la criatura.[2]
- Howard the Duck (1986): el monstruo del final de la película está animado mediante go motion.
- The Golden Child (1986): el demonio alado está animado mediante go motion.
- Batteries Not Included (1987): secuencias rodadas en go motion dirigidas por Tom St. Amand.
- RoboCop (1987).
- Willow (1988): el dragón bicéfalo, en el castillo de Tir Asleen, fue animado mediante esta técnica.
- RoboCop 2 (1990).
- Jurassic Park (1993): a pesar del gran número de dinosaurios realizados mediante computadora algunos planos en go motion fueron rodados con modelos articulados para esta película. Un ejemplo es el plano en el que el tiranosaurio muerde violentamente el tubo de escape y los neumáticos del jeep invertido en el que se encuentran los niños Timmy y Lex.
- RoboCop 3 (1993).

## Go motionen la actualidad
Hoy en día esta técnica rara vez se utiliza, ya que es más complicada y costosa que los efectos generados por computadora.